# Province ignée nord-atlantique

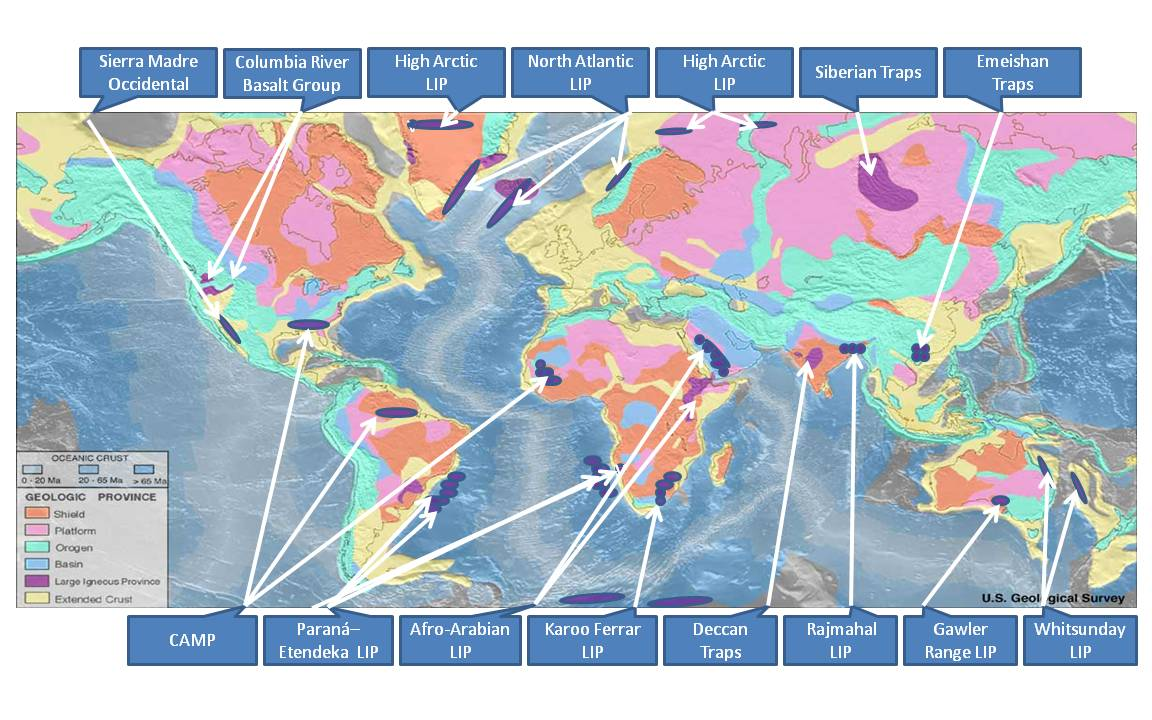
Carte montrant les grandes provinces ignées du globe.

La province ignée nord-atlantique (acronyme en anglais : NAIP) est une grande province ignée qui couvre une surface estimée à 1,3 million de kilomètres carrés et dont le volume est estimé à 6,6 millions de kilomètres cubes. Géographiquement, elle couvre l’ensemble du nord de l’océan Atlantique, comprenant les basaltes éocènes et paléocènes du Groenland, d’Islande, du Royaume-Uni, du Danemark, de la Norvège ainsi que d’une bonne partie des îles localisées dans la partie nord-est de l’océan atlantique,.

## Description

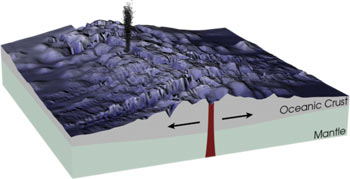
Expansion des fonds océaniques à partir d’une dorsale.

La datation radiométrique indique que la période magmatique la plus active de la NAIP se situe entre 60,5 et 54,5 millions d’années (Ma) (du Paléocène moyen à l’Eocène inférieur). Elle est divisée en une Phase 1 (62-58 Ma, phase de pré-ouverture) et une Phase 2 (56-54 Ma, phase d’ouverture).
Des recherches en cours tendent à montrer que les mouvements plaques tectoniques concernées, eurasiatique, groenlandaise et nord-américaine, les phénomènes de « rifting » et l’expansion des fonds océaniques entre le Labrador et le Groenland pourraient avoir débuté dès 95-80 Ma environ, vers 80 Ma, et vers 63-61 Ma, respectivement (de fin Crétacé à début du Paléocène).
La formation de la NAIP peut aussi être mise en relation avec le point chaud/panache islandais. En s’appuyant sur les analyses géochimiques et les observations et reconstructions paléogéographiques, l’hypothèse est avancée que l’actuel point chaud islandais soit issu d’un panache mantellique de la Dorsale Alpha (océan Arctique) aux alentours de 130-120 Ma, qu’il a migré au sud (migrated down) de l’île d'Ellesmere, au travers de l’île de Baffin, par la côte ouest du Groenland pour finir par être positionné sur sa côte est vers 60 Ma.
L’actuel point chaud islandais comme celui de Jan Mayen, tout comme la partie nord de la Dorsale médio-atlantique sont géologiquement actifs.
La NAIP est constituée de coulées basaltiques, terrestres ou sous-marines, de sills, dykes et plateaux. Les basaltes les constituant sont de type MORB,, alcalins,, de tholéiites et de picrites.

## Synonymes et/ou désignations apparentées
- Brito-Arctic province (BAP)
- North Atlantic Tertiary Province (NATP)
- North Atlantic Volcanic Province (NAVP)
- North Atlantic Basalt Province (NABP)
- North Atlantic Tertiary Volcanic Province (NATVP)
- British Tertiary Igneous Province (BTIP)
- British Tertiary Volcanic Province (BTVP)
- British Paleogene Igneous Province (BPIP)
- Thulean Plateau